# Ex nunc
Ex nunc es una locución latina que literalmente en español significa "desde ahora". Se utiliza para referirse a que una acción o una norma jurídica produce efectos desde que se origina o se dicta y no antes, por lo que no existe retroactividad. La locución latina opuesta es ex tunc, que se traduce como "desde entonces".
Por ejemplo, una ley que tiene efectos desde su publicación en el Diario oficial se dice que tiene efectos ex nunc ya que no cambia situaciones jurídicas previas a su publicación. Igualmente, un contrato que regula las relaciones entre las partes desde el momento de la firma sólo tiene aplicación desde ese momento y tiene efectos ex nunc.